# 黃鞏
黃鞏（1480年—1522年），少名天佐，二十岁改名巩，字仲固，號后峰，福建承宣布政使司興化府莆田縣（今福建省莆田縣）人，明朝政治人物。

## 生平

### 正德年间
弘治十四年（1501年），黃鞏舉福建乡试第七名，年二十二。弘治十八年（1505年）登進士，授江西德安府推官。
正德年間，升刑部主事，掌諸司奏牘，正德六年（1511年）改任兵部武库司主事，正德九年（1514年）春进员外郎，充礼部同考试官，晋车驾司添注郎中，经理马政。次年春，改職方司郎中，夏四月丁母忧归。正德十三年（1518年）春守喪期滿，赴京，补武選司郎中。正德十四年三月，明武宗下詔南巡，黃鞏上疏勸阻：
|  | 陛下臨政多年來，祖先的綱紀法度先坏于逆賊劉瑾，其次壞于佞倖之輩，再次壞與邊疆將帥戰事不利，大概蕩然無餘了。天下只知有權臣，却不知道有天子，動亂的根本已經形成，禍變將要发生。所以臣試舉當今最急的事加以陳說。 第一，尊崇正學。臣聽說聖人主張守靜，君子謹慎於出動。陛下遊玩無度，流連忘返，出動地也太過分了。臣誠願陛下高高居住在宮中，凝聚精神鎮定思慮，排除外界的紛亂干擾，排斥異端邪說，疏遠奸佞小人，延故老，諮詢忠誠良臣，這樣可以蘊含保養氣質，熏陶道德品行。而聖學維新，聖政自然振興。 第二，疏通進言渠道。進言渠道，是國家命脈。古代，聖明帝王以進言來引導眾人，採納他們的建議而使他們顯揚。現在卻不同。大臣談及時政，左右近臣都隱瞞上報。有的涉及弄權奸臣，就扣留宮中不發，而用其他事情加以中傷。使他們雖然不因進言卻因他事獲罪。因此，雖然有安定百姓的長久之計，謀劃國家的最好策略，但卻無法傳達給聖上。即使有引起國家必亂的大事，有圖謀不軌的奸臣，陛下又從何處得知？臣誠望陛下能夠廣開言路，不要怪罪他們越職言事、不要責怪他們沽名釣譽，如此，忠言將會日漸進呈，只會將會逐漸增廣，亂臣賊子也會有所畏懼，不敢放肆。 第三，端正名號。陛下無故自降身分為「大將軍、太師、鎮國公」，遠近人士聽聞，無不驚駭歎息。如果是這樣的話，那麼誰是天子？天子不以「天子」身分為君，卻以「將軍」身分為君，那麼天下都成為「將軍」的臣民了。現在不取消這樣名號，昭顯天下名分，那麼體統就不正，朝廷就不尊嚴。古代天子也有自稱獨裁者，最後求作一個平頭百姓卻不行的。臣私下為陛下此舉感到畏懼啊。 第四，戒除出遊。陛下開始時遊玩嬉戲，不出大廳，在南內馳馬追逐，進言的人尚以為不可。隨後您臨幸宣府，又臨幸大同，后又臨幸太原、榆林，所到之處耗費資財，驚動眾人，郡縣不得安寧，致使民間夫婦不能相保。陛下作為百姓父母，爲什麽竟忍心使百姓至於此種地步呢？最近又有南巡詔令。南方的百姓聽聞后爭着攜帶妻子兒女逃難，流離顛沛，怨恨之聲紛起。如今，江淮等地又發生大饑荒，父子兄弟相食。天時人事到這樣地步，陛下又進一步逼迫，怎麼能不流落成為盜賊呢？奸雄窺視，等待時機而起事。變亂從內部發生，屆時想回京則無路；變亂發生在外，則望救而來不及。陛下到那時，悔恨已經來不及了。那些位居高位的大臣、專權的宦官、親近的群小人，他們哪裡有絲毫憐愛陛下的善心呢？都希望陛下遠行，然後得以擅權放縱，趁機營利。或者，他們也會袖手旁觀，如同秦、越之人一樣互不相干。陛下應該幡然悔悟，頒佈哀痛罪責自己的詔書。取消南巡，撤離宣府行宮，表示不再出行。打開國庫，賑濟江淮百姓，遣散邊防軍隊，使他們回歸編制。清洗先前的錯誤行為，收聚已經失散的人心，如果這樣，那麼還能有所作為。 第五，清除小人。自古以來沒有小人執政而不亡國喪身的。當今玩弄權術、貪戀富貴的小人，確實大有人在。至於最先開啟邊事，拿戰爭當兒戲，使陛下耗費天下之力，竭盡四海資財，傷害百姓之心，都是江彬所為。江彬，只是軍隊中的平庸之輩，兇殘狠毒傲慢怪誕，沒有人臣的禮節。臣只看到他有可殺的罪過，卻沒有聽說他有可賞的功勞。現在卻賜以國君之姓，封伯爵，以心腹相托，并將京營的重任相託，使得他在外把持兵權，在內蓄謀叛變，形成騎虎難下形勢，這必然是產生叛亂的原因啊。天下人切齒怒駡，都恨不得吃了江彬的肉。陛下又為何竟憐憫一個江彬，而不用來向天下謝罪呢？ 第五，設立太子。陛下年歲漸高，太子沒有出生，祖宗社稷基業搖搖欲墜，無所寄託。正要外出遠行觀賞遊玩，多次遭遇不測，收養的義子布滿左右，卻唯獨不能預先立親族中的賢人以繼承大業，臣認為陛下大概本末倒置了。誠望祭告宗廟，請命于太后，旁從詢問大臣，選擇皇親中賢良者一人作為養子，以寄託國人期望，以後誕生皇子，仍讓養子出鎮藩國，這實在是宗廟國家無窮的福分啊。 |

員外郎陸震草擬奏疏將要勸諫，看到黃鞏的奏疏后讚歎不已，於是毀掉自己草稿，改為與黃鞏聯名疏奏。明武宗看後非常憤怒，將兩人關於詔獄，又在午門罰跪。眾人議論天子將要出行，黃鞏說：“如果天子真要出行，我必然牽著他的衣服以死相諫。”他連跪五天期滿后，仍然被關在獄中。過後二十多天，他受廷杖五十下，被貶為平民。江彬派人沿途刺殺黃鞏，因有治洪主事得知而事先將黃鞏藏起，從小道得以逃脫。
回鄉后，黃鞏潛心著作。有時糧米斷絕，至中午還沒有做飯，他仍心情安然。他曾經感歎到：“人生官至公爵，算是富貴了，然而不過三四十年。只有立身行道，方能千年不朽。世人往往故意以此換彼，又為何呢？”

### 嘉靖年间
明世宗即位后，召任其為南京大理寺丞。其上疏請求稽考古道端正學風，敬順蒼天為民辛勞，取法堯舜，保全君子，辨別小人。第二年入朝慶賀，卒於順天府，年四十三。行人張岳頌揚他的正氣，朝廷后追贈大理寺少卿，賜予祭祀。天啟初年，追諡忠裕。

## 著作
著有《後峰居士文集》。

## 家族
曾祖黄师宪。祖父黄文嘉。父黄德珍。母鄭氏，封太安人。

## 延伸阅读
[在维基数据编辑]
 《國朝獻徵錄·卷之六十九》，出自焦竑《國朝獻徵錄》
 《明史卷一百八十九》，出自《明史》